# Lucile Carter

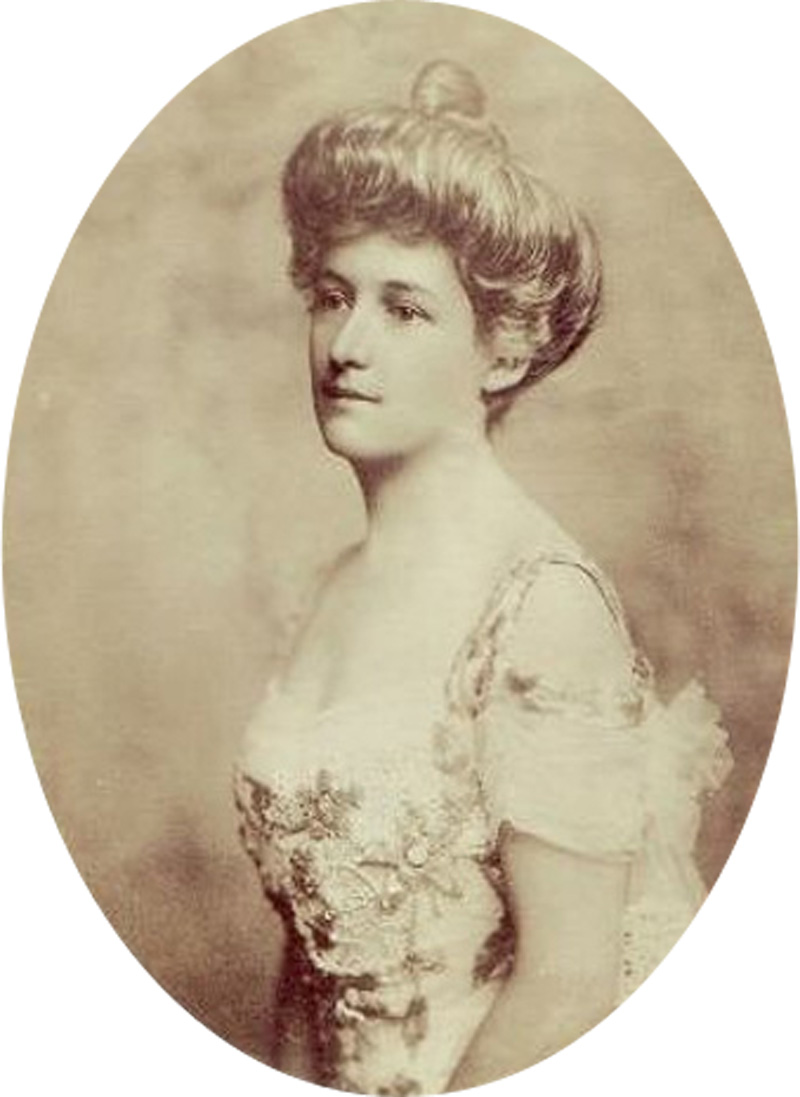
Lucile Carter, um 1900

Lucile Stewart Carter Brooke, geborene Polk, (* 8. Oktober 1875 in Baltimore, Maryland; † 26. Oktober 1934 in Ithan, Pennsylvania) war eine US-amerikanische Überlebende des Untergangs der Titanic. Sie gilt als eine Heldin der Schiffskatastrophe, weil sie beim Rudern eines der Rettungsboote half.
Sie war die einzige Tochter des wohlhabenden Geschäftsmannes William Stewart Polk und seiner Frau Louisa Ellen sowie eine Nachfahrin des US-Präsidenten James K. Polk. Aus ihrer ersten Ehe mit William Ernest Carter, einem reichen Erben, gingen ihre Tochter Lucile und ihr Sohn William, Jr. hervor.
Im Mai 1911 reiste die Familie mit der Lusitania nach England. Die Rückfahrt in die USA traten sie im April 1912 mit der Titanic an, auf der sie in der ersten Klasse reisten. Mit an Bord hatten sie einen Renault Type CB Coupé de Ville gebracht, den William Carter in Europa erworben hatte. Es war das einzige Automobil, das im Laderaum der Titanic transportiert wurde, und diente James Cameron als Vorlage für den Wagen, in dem die fiktiven Hauptfiguren Rose und Jack in seiner Verfilmung der Schiffskatastrophe den Liebesakt vollziehen.
Nachdem das Schiff am 14. April 1912 gegen 23:40 Uhr mit einem Eisberg kollidiert war und zu sinken begann, erhielten Lucile Carter und ihre damals 14 und elf Jahre alten Kinder einen Platz in Rettungsboot Nr. 4. Ihr Ehemann bestieg dasselbe Rettungsboot, in dem auch J. Bruce Ismay saß. Während die Titanic sank, half Lucile Carter dabei, das mit Frauen und Kindern besetzte Rettungsboot vom Sog des Schiffes wegzurudern. Die Insassen des Bootes wurden schließlich von der Carpathia gerettet.
Nach dem Schiffsunglück reichte Lucile Carter die Scheidung ein und gab als Grund „grausame Behandlung“ durch ihren Ehemann an. Unter Eid sagte sie aus, dass ihr Ehemann sie und die Kinder während der Katastrophe im Stich gelassen habe. Im Jahr 1914 heiratete sie ihren zweiten Ehemann, George Brooke, Jr., mit dem sie 1916 eine Tochter bekam. Lucile Carter starb 1934.